# Dolichoplomelas elongatus
Dolichoplomelas elongatus là một loài bọ cánh cứng trong họ Cerambycidae.